# Целла-Меліс
Целла-Меліс (нім. Zella-Mehlis) — місто в Німеччині, розташоване в землі Тюрингія. Входить до складу району Шмалькальден-Майнінген.
Площа — 28,09 км2. Населення становить 12 514 осіб  за станом на 31 грудня 2021.